# Aeroportul Van Nuys
Aeroportul Van Nuys (IATA: VNY, ICAO: KVNY, FAA LID: VNY) este un aeroport din Los Angeles, Comitatul Los Angeles, California, Statele Unite ale Americii ce deservește zona Los Angeles. Aeroportul a fost tranzitat în 2019 de 5.966 de pasageri.
Situat la o altitudine de 2.444 m, aeroportul dispune de 2 piste. Este operat de Los Angeles World Airports⁠(d).

## Infrastructură

### Piste
Aeroportul dispune de 2 piste. Pista 16L/34R are suprafața de asfalt și dimensiunile 4.013 picioare × 75 picioare. Pista 16R/34L are suprafața de asfalt și dimensiunile 8.001 picioare × 150 picioare. 